# 즈니치 프루슈쿠프

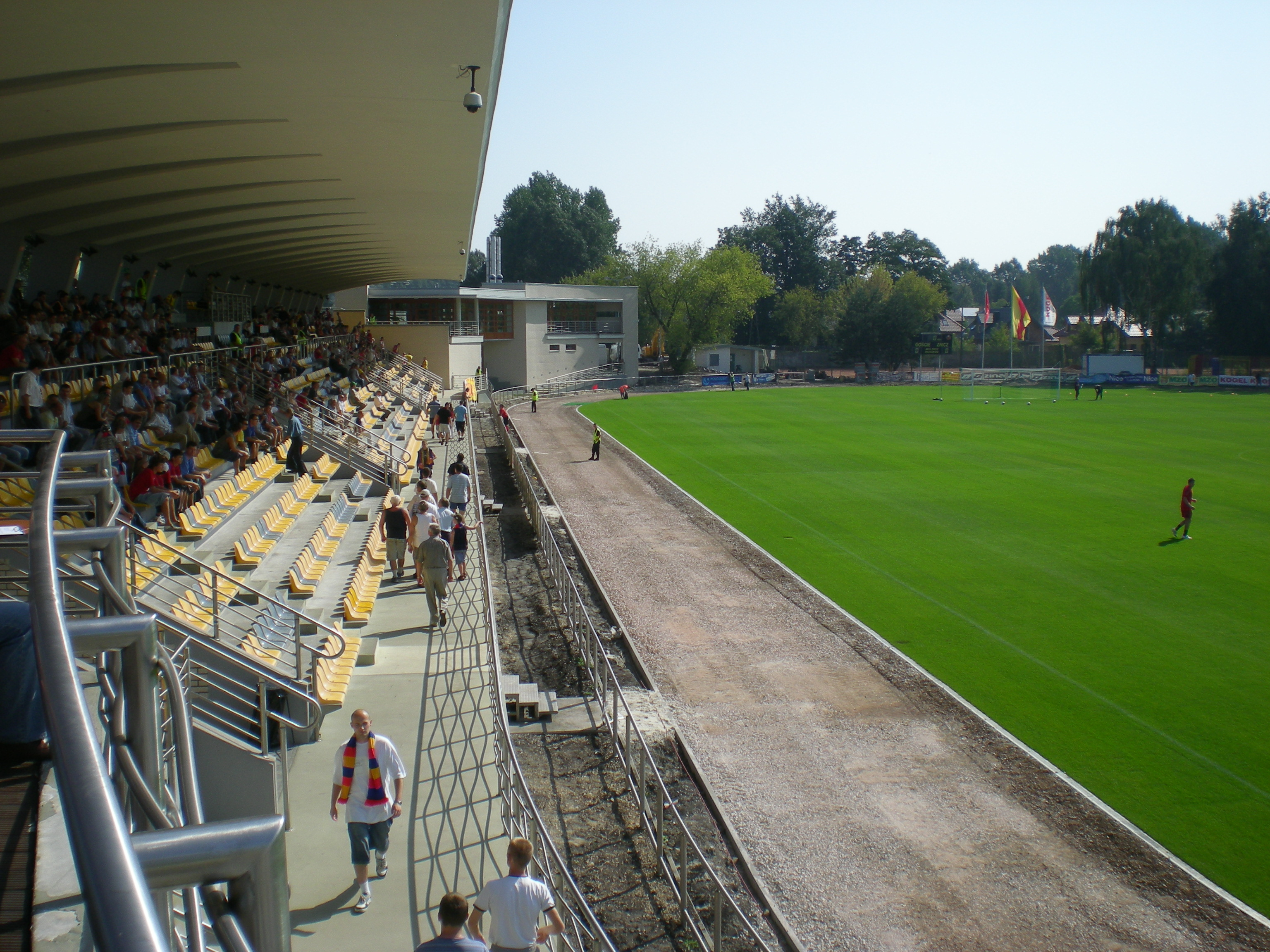
경기장

즈니치 프루슈쿠프(폴란드어: Znicz Pruszków)는 폴란드 프루슈쿠프에 위치한 프로 축구 구단이다. 현재 I 리가에 소속되어 있다. 로베르트 레반도프스키 선수가 프로 선수로 데뷔한 구단으로 알려져 있다.

## 선수 명단

### 현역
참고: FIFA 자격 규정에 따라 소속된 국가대표팀 국기를 표시합니다. 선수는 복수의 FIFA 비회원국 국적을 가지고 있을 수 있습니다.
| 번호 | 포지션 | 국적 | 이름            |
| ---- | ------ | ---- | --------------- |
| 12   | GK     |      | 피오트르 미스탈 |

| 번호 | 포지션 | 국적 | 이름 |
| ---- | ------ | ---- | ---- |

## 역대 감독
| 감독                      | 임기 |
| ------------------------- | ---- |
| 피오트르 시비에르체프스키 | 2011 |